# Martin Vetkal
Martin Vetkal, né le 21 février 2004 à Tallinn en Estonie, est un footballeur international estonien. Il évolue au poste de milieu défensif à l'IF Brommapojkarna.

## Biographie

### En club
Né à Tallinn en Estonie, Martin Vetkal commence le football au JK Püsivus Kohila puis il est formé par le Tallinna Kalev.
C'est avec ce club qu'il fait ses débuts en professionnel, le 21 juin 2019, à seulement 15 ans, lors d'une rencontre de championnat face au FC Flora Tallinn. Il est directement titularisé, et son équipe est battue par deux buts à zéro.
Le 27 août 2020, Martin Vetkal signe en faveur de l'AS Rome, où il doit dans un premier temps intégrer les équipes de jeunes du club.
Avec la Primavera il remporte la coupe d'Italie de cette catégorie le 25 avril 2023, entrant en jeu lors de la finale où les jeunes romains s'imposent face à leurs homologues de l'ACF Fiorentina (1-2 après prolongations).
Le 20 août 2024, Martin Vetkal quitte définitivement l'AS Rome où il n'aura jamais joué en équipe première, et rejoint la Suède pour s'engager avec l'IF Brommapojkarna pour un contrat de trois ans et demi, soit jusqu'en décembre 2027,.

### En sélection
Martin Vetkal représente l'Estonie en sélection, il commence avec les moins de 16 ans, jouant un match en 2018.
Le 16 novembre 2022, Martin Vetkal joue son premier match avec l'équipe d'Estonie espoirs contre la Lituanie. Il entre en jeu à la place de Kevor Palumets et son équipe s'impose par cinq buts à un.
Martin Vetkal honore sa première sélection avec l'équipe nationale d'Estonie le 13 octobre 2023, contre l'Azerbaïdjan. Il entre en jeu à la place de Markus Poom et son équipe est battue par deux buts à zéro.
Le 21 mars 2024, Vetkal inscrit son premier but en sélection, contre la Pologne. Il est titularisé mais ne peut empêcher la défaite de son équipe par cinq buts à un malgré son but,,.